# 櫻井武 (京都大学)
櫻井 武（さくらい たけし、1963年 - ）は、日本の医学者。京都大学教授。医学博士。愛知県生まれ。

## 経歴
北海道札幌南高等学校を経て、1988年に名古屋大学医学部を卒業。聖路加国際病院内科にて1年間の臨床研修の後、93年名古屋大学大学院医学研究科修了。米国ニュージャージー州立ラトガース大学リサーチアシスタントプロフェッサー（00年−01年）、米国マウントサイナイ医科大学アシスタント・プロフェッサー（01年—11年）、京都大学大学院医学研究科メディカルイノベーションセンターTKプロジェクト特定准教授（11年−16年）を経て、現在、京都大学大学院医学研究科特定教授。
大学院では真核細胞のDNA複製の酵素学、蛋白質化学、分子生物学を学ぶ。学位取得後の1993年に渡米し米国ニューヨーク大学メディカルセンター薬理学講座にて分子生物学、細胞生物学、マウス遺伝学を用いた神経系のワイヤリングの分子メカニズムの研究を開始。その後、ニュージャージー州立大学ケック神経科学センターを経て、ニューヨークのマウントサイナイ医科大学精神科にて、神経系のワイヤリングの異常が関与すると考えられる発達精神障害、特に自閉症と統合失調症のトランスレーショナルリサーチに研究を展開し、大規模共同研究によるヒトゲノム解析の結果に基づいた遺伝子を改変したマウスモデルの作製とその解析を行う。2011年に武田薬品工業と京都大学の恊働によるオープンイノベーション創薬拠点、中枢神経制御薬の基礎臨床研究プロジェクトの統合失調症研究グループにPIとして参画するために帰国、統合失調症の病態の解明と新しい創薬標的の探索を目指したトランスレーショナルな産学協同研究に従事。
現在、精神疾患のトランスレーショナルな研究として、1、認知機能に重要な前頭前皮質の発達の分子過程と、その過程に遺伝及び環境要因が及ぼす影響と動物レベルの行動表現型との相関、2、自閉症等の様々な精神疾患で異常がみられる社会性行動を支える神経回路の分子機構とその異常（特に前頭前皮質に注目して）、の解析を行っている。また、京都大学医学部と米国コロンビア大学医学部での医学教育にも従事している。

## 代表論文
1. Takeshi Sakurai, Nathan P. Dorr, Nagahide Takahashi, L. Alison McInnes, Gregory A. Elder, and Joseph Buxbaum. Haploinsufficiency of Gtf2i, a gene deleted in Williams syndrome, leads to increase in social interactions. Autism Research, 4, 28-39, 2011
2. Takaaki Kuwajima, Yutaka Yoshida, Noriko Takegahara, Timothy J. Petros, Atsushi Kumanogoh, Thomas M. Jessell, Takeshi Sakurai, and Carol A. Mason. Optic chiasm presentation of Semaphorin6D in context with Plexin-A1 and Nr-CAM promotes retinal axon crossing. Neuron, 74, 676-690, 2012
3. Shuhei Ueda, Minae Niwa, Hiroyuki Hioki, Jaerin Sohn, Takeshi Kaneko, Akira Sawa, and Takeshi Sakurai. Sequence of molecular events during maturation of developing mouse prefrontal cortex. Molecular Neuropsychiatry, 1, 94-104, 2015
4. Takeshi Sakurai, Nao J. Gamo, Takatoshi Hikida, Sun-Hong Kim, Toshiya Murai, Toshifumi Tomoda, and Akira Sawa. Converging models of schizophrenia – Network alterations of prefrontal cortex underlying cognitive impairments – Progress in Neurobiology, 134, 178-201, 2015

## 著書
- 「臨床のための脳と神経の解剖学」 村上徹共著 メディカル・サイエンス・インターナショナル 2019年
- 「脳神経科学がわかる、好きになる」 羊土社 2020年